# تاور
تاور (به آلمانی: Tauer) یک شهر در آلمان است که در اشپری-نایسه واقع شده‌است. تاور ۸۰۴ نفر جمعیت دارد.